# Adolf Patera (Chemiker)
Adolf Patera (* 11. Juli 1819 in Wien; † 26. Juni 1894 in Teschen) war ein österreichischer Montanwissenschaftler und Chemiker. Patera legte die Grundlage der fabrikmäßigen Herstellung reiner Uranverbindungen aus Pechblende.

## Leben

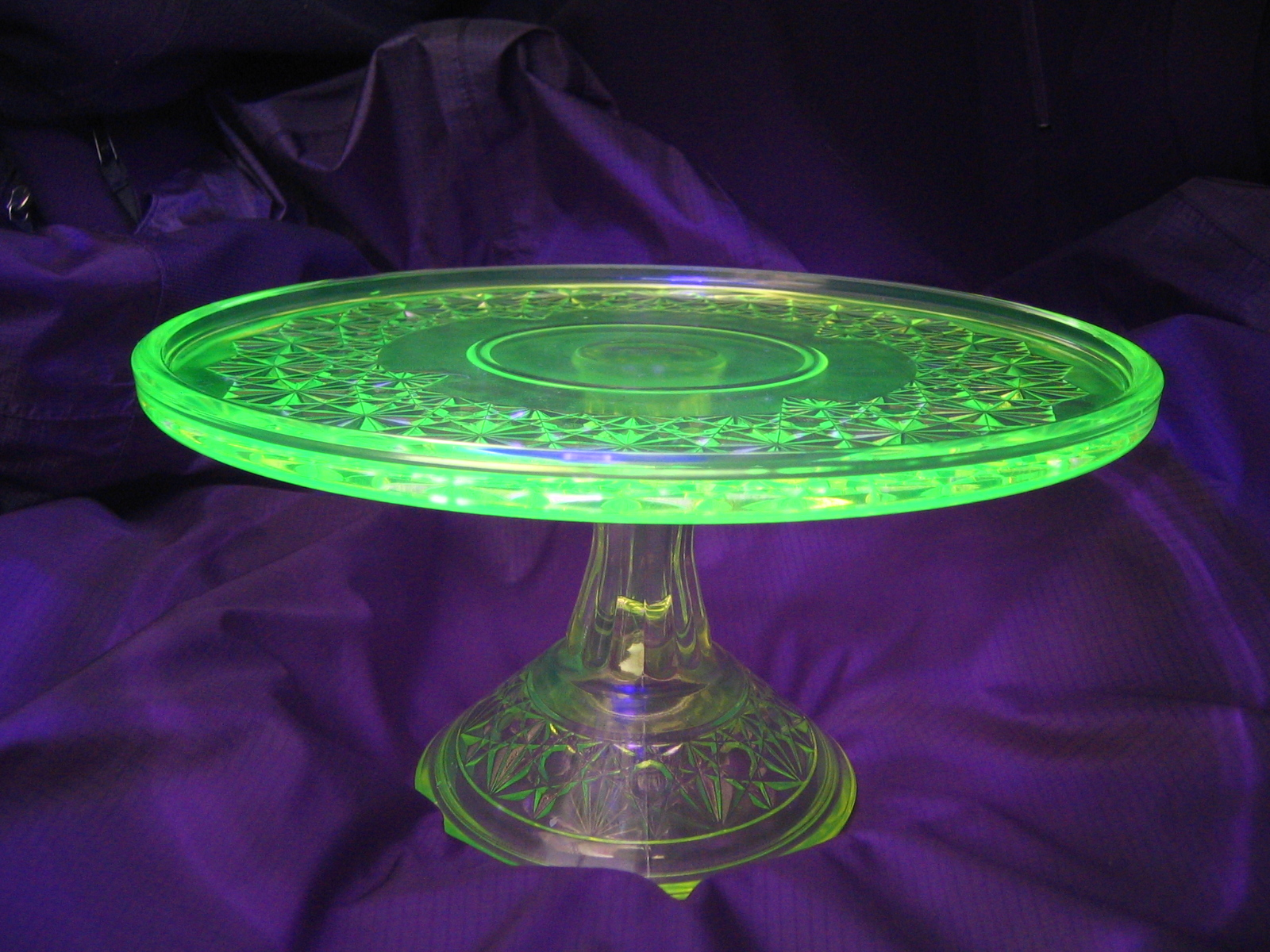
Uranglas unter Schwarzlicht

Patera trat nach Abschluss an der Bergakademie Schemnitz 1843 als Praktikant in das k. k. Haupt- und Land-Münzprobieramt in Wien ein. Nach Gründung der Bergakademie Příbram 1849 wurde er zum Assistenten das Faches Hütten- und Probierkunde ernannt sowie mit Organisation und Einrichtung des Laboratoriums betraut. 1852 erhielt er von der Obersten Montanverwaltung in Wien den Auftrag, in Sankt Joachimsthal Versuche zur Verbesserung bestehender Methoden zur Erzaufbereitung anzustellen und neue Verfahren zu entwickeln. Ein Ergebnis davon war die Möglichkeit der Gewinnung von Uranfarben aus Pechblende.
Im 19. Jahrhundert wurde Uranerz nur begleitend abgebaut und gelegentlich an Chemie-, Glas- und Porzellanfabriken abgegeben, die nach Rezeptur von Martin Heinrich Klaproth Farben für Glas und Porzellan produzierten. Patera erkannte, dass Uranverbindungen in der Glas- und Porzellanindustrie finanziell gewinnbringend verwendbar waren. Die Verbesserung des Herstellungsverfahrens durch seine Versuchsergebnisse leitete eine Wende ein und bereits 1853 begann in der Grube Einigkeit der planmäßige Abbau von Uranerz – anfänglich für die Farbenherstellung.
Im Jahr 1856 wurde daraufhin in Sankt Joachimsthal eine Uranfarbenfabrik eingerichtet. Diese versorgte die weltweite Glas- und Keramikindustrie mit zur Glasfärbung bzw. Bemalung und Beschriftung notwendigen braunschwarzfärbenden Uranverbindungen.
Aufgrund seiner Verdienste wurde Patera Ende des Jahres 1857 zum Hüttenchemiker des gesamten österreichischen Montanwesens und 1873 zum Reichs-Chemiker ernannt. 1881 wurde ihm der Titel eines Oberbergrates zuerkannt, 1889 trat er, nachdem ihm der Titel Hofrat verliehen worden war, in den Ruhestand.